# Gachala (kommun i Colombia)
Gachala är en kommun i Colombia.   Den ligger i departementet Cundinamarca, i den centrala delen av landet, 60 km öster om huvudstaden Bogotá. Antalet invånare är 5 916. Gachala ligger vid sjön Embalse del Guavio.